# U.S. National Championships 1888 - Doppio maschile
Il doppio maschile del torneo di tennis U.S. National Championships 1888 si è disputato dal 13 al 15 settembre sui campi in erba dello Staten Island Cricket Club di Staten Island, negli Stati Uniti.
Valentine Hall e Oliver Campbell hanno sconfitto in finale Edward MacMullen e Clarence Hobart col punteggio di 6–4, 6–2, 6–4.

## Tabellone

### Legenda
| - Q = Qualificato - WC = Wild card - LL = Lucky loser | - ALT = Alternate - SE = Special Exempt - PR = Protected Ranking | - w/o = Walkover - r = Ritirato - d = Squalificato |

|  | Quarti di finale                 | Quarti di finale                 | Quarti di finale               | Quarti di finale               | Quarti di finale | Quarti di finale | Quarti di finale |  |  | Semifinali                       | Semifinali                       | Semifinali                       | Semifinali                       | Semifinali                       | Semifinali                       | Semifinali |   |   | Finale                         | Finale                         | Finale                         | Finale                         | Finale | Finale | Finale |  |
|  |                                  |                                  |                                |                                |                  |                  |                  |  |  |                                  |                                  |                                  |                                  |                                  |                                  |            |   |   |                                |                                |                                |                                |        |        |        |  |
|  | Valentine Hall Oliver Campbell   | Valentine Hall Oliver Campbell   | Valentine Hall Oliver Campbell | Valentine Hall Oliver Campbell | 6                | 6                | 6                |  |  |                                  |                                  |                                  |                                  |                                  |                                  |            |   |   |                                |                                |                                |                                |        |        |        |  |
|  | Carroll Post W.A. Tomes          | Carroll Post W.A. Tomes          | Carroll Post W.A. Tomes        | Carroll Post W.A. Tomes        | 2                | 1                | 1                |  |  | Valentine Hall Oliver Campbell   | Valentine Hall Oliver Campbell   | Valentine Hall Oliver Campbell   | 6                                | 3                                | 7                                | 6          |   |   |                                |                                |                                |                                |        |        |        |  |
|  | Howard Taylor Joseph Clark       | Howard Taylor Joseph Clark       | Howard Taylor Joseph Clark     | Howard Taylor Joseph Clark     | 6                | 6                | 6                |  |  | Howard Taylor Joseph Clark       | Howard Taylor Joseph Clark       | Howard Taylor Joseph Clark       | 3                                | 6                                | 5                                | 3          |   |   |                                |                                |                                |                                |        |        |        |  |
|  | A. Torrance M.H. Torrance        | A. Torrance M.H. Torrance        | A. Torrance M.H. Torrance      | A. Torrance M.H. Torrance      | 4                | 3                | 3                |  |  |                                  |                                  |                                  |                                  |                                  |                                  |            |   |   | Valentine Hall Oliver Campbell | Valentine Hall Oliver Campbell | Valentine Hall Oliver Campbell | Valentine Hall Oliver Campbell | 6      | 6      | 6      |  |
|  | B.F. Cummins E.W. McClellan      | B.F. Cummins E.W. McClellan      | 6                              | 4                              | 6                | 7                | 6                |  |  |                                  |                                  | Edward MacMullen Clarence Hobart | Edward MacMullen Clarence Hobart | Edward MacMullen Clarence Hobart | Edward MacMullen Clarence Hobart | 4          | 2 | 4 |                                |                                |                                |                                |        |        |        |  |
|  | F.V. Beach C.H. Ludington        | F.V. Beach C.H. Ludington        | 3                              | 6                              | 4                | 9                | 4                |  |  | B.F. Cummins E.W. McClellan      | B.F. Cummins E.W. McClellan      | B.F. Cummins E.W. McClellan      | 2                                | 7                                | 4                                | 3          |   |   |                                |                                |                                |                                |        |        |        |  |
|  | Edward MacMullen Clarence Hobart | Edward MacMullen Clarence Hobart | 6                              | 3                              | 4                | 7                | 6                |  |  | Edward MacMullen Clarence Hobart | Edward MacMullen Clarence Hobart | Edward MacMullen Clarence Hobart | 6                                | 5                                | 6                                | 6          |   |   |                                |                                |                                |                                |        |        |        |  |
|  | Henry Slocum Foxhall Keene       | Henry Slocum Foxhall Keene       | 4                              | 6                              | 6                | 5                | 3                |  |  |                                  |                                  |                                  |                                  |                                  |                                  |            |   |   |                                |                                |                                |                                |        |        |        |  |